# El petit buda
El petit buda (títol original: Little Buddha) és una pel·lícula britànica de Bernardo Bertolucci sobre el budisme estrenada l'any 1993.
Ha estat doblada al català. Va ser nominada als Premis Razzie a la pitjor nova estrella (Chris Isaak). El film està compost de dues històries: d'un costat la història de Jesse, petit estatunidenc que se suposa és la reencarnació d'un gran lama, i de l'altre, la història del príncep Siddhartha que esdevindrà el futur buda. Little Buddha és dedicat a la memòria del coproductor del film i empresari en BTP Francis Bouygues mort poc temps abans de l'estrena del film.

## Argument
Jesse Conrad, nou anys, viu a Seattle amb un pare enginyer, Dean, i una mare ensenyant, Lisa. Un dia, reben la visita sorpresa d'una delegació de monjos budistes vinguda del regne de l'Himàlaia de Bhutan dirigits pel lama Norbu i el seu adjunt Champa. Els monjos estan persuadits que Jesse podria ser la reencarnació d'un dels seus més eminents caps espirituals. Li ofereixen llavors un llibre que narra la vida de Siddhartha, i esperen la seva visita a l'Himàlaia.

## Repartiment
- Keanu Reeves: Siddhartha
- Ruocheng Ying: Lama Norbu
- Chris Isaak: Dean Conrad
- Bridget Fonda: Lisa Conrad
- Alex Wiesendanger: Jesse Conrad
- Raju Lal: Raju
- Greishma Makar Singh: Gita
- Sogyal Rinpoché: Kenpo Tenzin
- Khyongla Rato Rinpoché: Abat
- Geshe Tsultim Gyelsen: Lama Dorje
- Jo Champa: Maria
- Jigme Kunsang: Champa

Repartiment lames tibetans

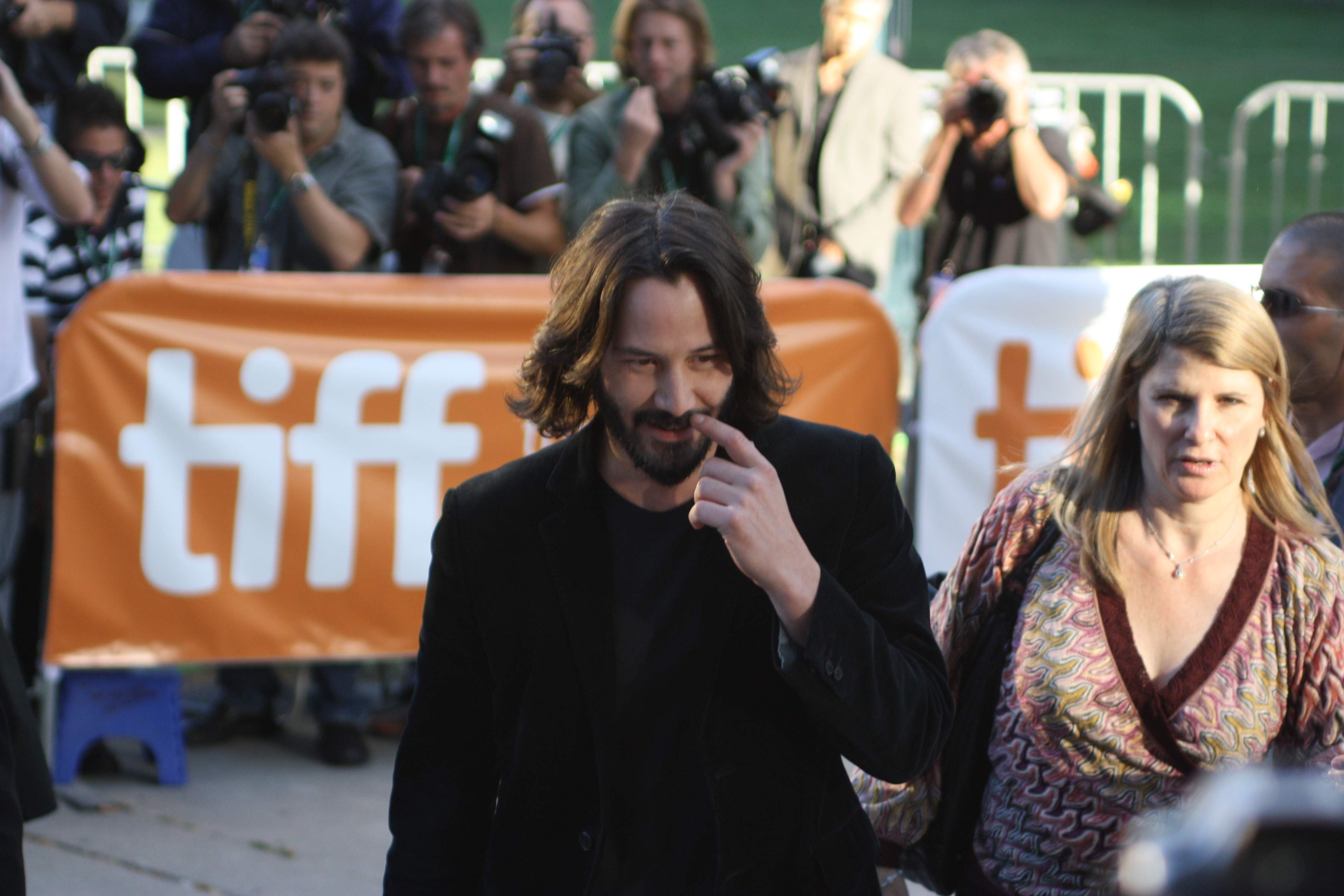
Keanu Reeves

Sogyal Rinpoché i Dzongsar Jamyang Khyentse Rinpoché — dos mestres tibetans identificats com reencarnacions de Lamas, o tulkus — apareixen al film. Sogyal Rinpoché fa el paper de Khenpo Tenzin al començament del film, i Khyentse Rinpoché apareix cap al final del film, quan Lama Norbu es troba en meditació nocturna. Khyentse Rinpoché també ha estat conseller tècnic de Bertolucci pel film. En un documental aparegut després del film relatiu a Khyentse Rinpoché titulat Words of my Perfect Teacher, el seu paper al film va ser discutit en el curs d'una curta entrevista amb Bertolucci.
Khyongla Rato Rinpoché fa el paper de l'abat del monestir.